# خواكين فاسكيز
خواكين فرنانديز فاسكيز (بالإسبانية: Joaquín Vázquez Fernández)‏ ( 26 أغسطس 1897 - 21 أكتوبر 1965). كان لاعب كرة قدم محترف إسباني، شارك في دورة الألعاب الأوليمبية الصيفية عام 1920.
ولد فرنانديز في بطليوس. و كان أحد لاعبي منتخب إسبانيا لكرة القدم، الذي فاز بالميدالية الفضية في مسابقة كرة القدم بالألعاب الأوليمبية عام 1920.

## وصلات خارجية
- Joaquín Vázquez's profile at databaseOlympics
- خواكين فاسكيز على موقع اللجنة الأولمبية الدولية (الإنجليزية)
- خواكين فاسكيز على موقع أوليمبيديا (الإنجليزية)
- خواكين فاسكيز على موقع اللجنة الأولمبية الإسبانية (الإسبانية)